# Chopinzinho
Chopinzinho é um município brasileiro do estado do Paraná. De acordo com o Censo 2022 do IBGE, sua população é de 21 085 habitantes. A cidade é conhecida pelas jazidas de ametista, que são encontradas em algumas localidades do município, por ser a sede da ACEL Chopinzinho, campeã do Campeonato Paranaense de Futsal de 2022 e por ser a cidade natal de Elize Matsunaga, envolvida em famoso caso de homícidio.

## Etimologia
O nome Chopinzinho deriva do rio como o mesmo nome, que por sua vez, deriva do rio Chopim que tem seu nome de um pássaro preto e canoro que se chama Chopim ou Chupim (Molothrus bonariensis), abundante na região (na época). O termo "chopin" é encontrado também no sobrenome de Frédéric Chopin, mas não há nenhum indício de que ele tenha ligação com o nome da cidade.

## História
A região dos Campos de Palmas, onde encontra-se o atual município de Chopinzinho, foi descoberta em 1726 por Zacarias Dias Côrtes e seu povoamento teve início em 1855, com a chegada dos expedicionários Joaquim Ferreira dos Santos e Pedro Siqueira Côrtes, fundando a Freguesia de Palmas em 28 de fevereiro de 1855 e elevada à condição de município em 1877.
O atual município de Chopinzinho foi a Colônia Militar do Chopim, criada por ordem do imperador D. Pedro II em 16 de novembro de 1859, pelo decreto n.º 2.502, com o objetivo principal de defender a região sudoeste do Paraná da Argentina, que reivindicava essas terras. Esta foi fundada pelo Coronel Francisco Clementino de Santiago Dantas em 27 de dezembro de 1882, segundo Ata de Fundação. Os trabalhos, no entanto, iniciaram em novembro de 1881, com a chegada dos militares e colonos, que imediatamente iniciaram os trabalhos de abertura da mata, construção das casas, exploração dos arredores do Rio Pedrosa, e a abertura de novas estradas como a que ligava a colônia até o Distrito de Mangueirinha.
Em 30 de abril de 1909 a colônia militar passa para o domínio civil, passando a se chamar Distrito Policial de Chopim, pertencente ao município de Palmas. Em 26 de março de 1920, pela lei n.º 1.955, foi elevado a Distrito Judiciário de Colônia de Chopim, agora distrito de Mangueirinha, que havia se emancipado de Palmas.
O progresso do lugar foi acentuado com a abertura de estradas (antes simples picadas), ligando Chopinzinho as localidades de Laranjeiras do Sul e Mangueirinha. Entre os anos de 1943 e 1946, Chopinzinho - então distrito do município de Mangueirinha - fez parte do Território Federal do Iguaçu. Em 1948 Chopinzinho figurava como Distrito Administrativo, com território pertencente ao município de Mangueirinha.
Pela Lei Estadual nº 253 de 26 de novembro de 1954, sancionada pelo Governador Bento Munhoz da Rocha Netto, foi criado o Município de Chopinzinho, com território desmembrado do Município de Mangueirinha. A instalação oficial ocorreu no dia 14 de Dezembro de 1955, com a posse do primeiro prefeito eleito, Mário Ceni.
Em 25 de julho de 1960, foi emancipado da porção ocidental, o Município de São João, através da Lei Estadual 4.245/60, com este emancipando mais tarde, o Municípío de São Jorge do Oeste, em 1963. Em 29 de dezembro de 1962, a localidade de São Luiz do Oeste foi elevada ao status de Distrito Judiciário, com o mesmo acontecendo em 1965 com a localidade de São Francisco, as quais mantém o status até a atualidade.

## Geografia

### Subdivisões
O município é composto por três distritos: Chopinzinho (sede), São Francisco e São Luís. Na porção oriental do município está situada 70% da Reserva Indígena de Mangueirinha.

### Clima
O clima no município é classificado como subtropical. Possuí verões quente e invernos amenos. Durante o verão, as temperatura máximas ficam acima de 26 °C e durante o inverno, as mínimas geralmente ficam ao redor dos 10 °C.
Chopinzinho tem precipitação durante todo o ano. O período mais seco é durante o mês de agosto, quando o acúmulo de chuva em média é de 96 milímetros. O período mais úmido do ano é durante o mês de outubro, quando o acúmulo de chuva em média é de 196 milímetros.

### Hidrografia
Localizado na bacia do Baixo Iguaçu, todo o município é cortado por rios que convergem para ele.[carece de fontes?] Através  do perímetro urbano, passam o Rio Pedrosa e Arroio Moinho Velho. Ambos deságuam no Rio Chopinzinho, que por sua vez, deságua no Rio Iguaçu. No limite oriental do município, marcando limite com o município de Mangueirinha, está o Rio Grande dos Índios, limite também da reserva indígena.

### Localização
A cidade está situada na latitude -25.8359 e na longitude -52.4891. A distância rodoviária até a capital estadual Curitiba é de 400 km. A distância rodoviária até a capital nacional Brasília é de 1546 km.

### Topografia
A cidade se encontra em uma altitude média entre 690 e 700 metros, porém há uma variação de mais de 200 metros entre alguns pontos no município. A formação rochosa mais comum é a basáltica, o que levou por meio da erosão, a formação de declividades acentuadas.

## Demografia
Segundo a estimativa do IBGE para 2021, sua população era de 19 083 habitantes em uma área de 959,300 km², dos quais pouco mais de 13 000 residem na área urbana. A densidade demográfica é de 20,51 habitantes/km².

### Composição étnica
No censo IBGE 2010, 13 169 habitantes se declaram como brancos, 5 355 como pardos, 623 como indígenas, 455 como negros e 77 como amarelos.

### População por faixa etária
Segundo o Censo IBGE 2010, os menores de 15 anos são 4 615 habitantes e representam 23,45% da população; os que tem entre 15 e 64 anos são 13 472 habitantes e representam 68,46% da população; os com mais de 65 anos são 1 592 habitantes e representam 8,09% da população.

## Governo

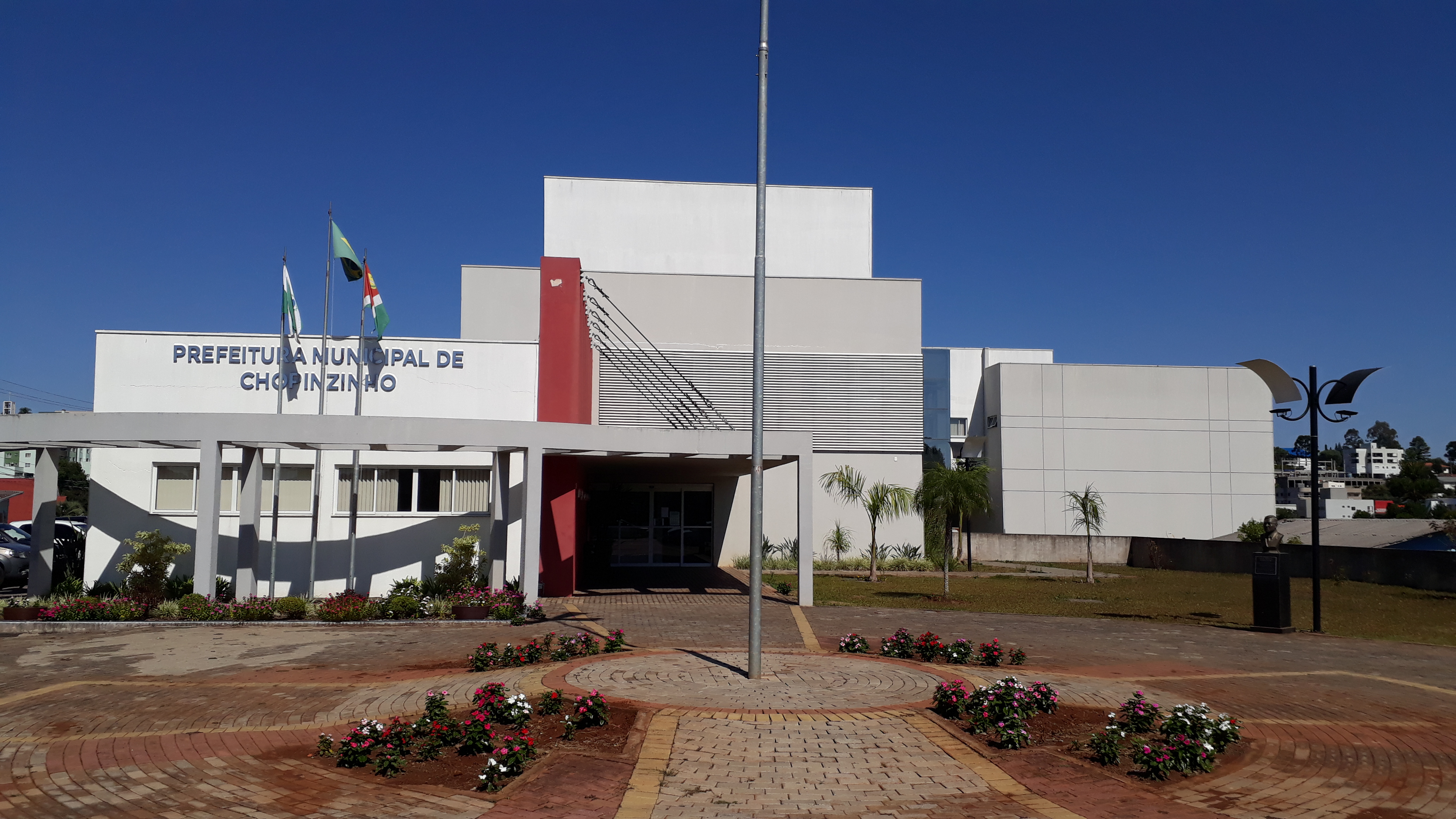
Prefeitura Municipal de Chopinzinho

O atual prefeito do município é Álvaro Dênis Ceni Scolaro e o vice-prefeito é Adalberto Maximino Secchi. A Câmara Municipal de Chopinzinho possui 9 vereadores, sendo a Presidente da Câmara a vereadora Lídia Posso, do Republicanos (2025/2026).

## Economia
O município se destaca na produção de grãos (principalmente milho, soja e trigo), no setor de aves, que possuí instalações da Coasul, Sadia e RBL, e na produção de leite que ultrapassa os 63 milhões de litros anuais. Chopinzinho também possui recursos minerais, como pedras Ametista, cristal, ágata e citrino, por isto é considerado a Capital das Pedras no Paraná.

### Turismo
O município teve aproximadamente 4,955 ha. de suas terras banhadas pelo lago da Usina de Salto Santiago. Usina é abastecida pelo Rio Iguaçu. As águas do lago são um grande atrativo no verão, em algumas partes da encosta, são realizados eventos náuticos, já em outras partes, formaram-se condomínios residenciais. Em Chopinzinho, se encontra uma reserva indígena, pertencente às tribos Caingangue e Guarani, que abriga a maior reserva de Araucária do mundo, com 11.347 ha. de extensão.
É uma festa realizada há mais de 60 anos na comunidade do Bugre Alto. A festividade conta com a presença da autoridades políticas e  com celebrações religiosas. Todo ano realiza-se na comunidade de São Luiz, na Sexta-feira Santa a encenação da morte e ressurreição de Cristo.
O projeto foi desenvolvido pela Prefeitura Municipal em parceria com a comunidade da Santa Inês. O Horto Florestal possui várias espécies de plantas e animais, açude, uma linda cachoeira, e trilhas. Este horto contou em sua fase inicial, com o apoio dos alunos do Colégio Estadual do Campo Santa Inês, que não mediram esforços para que o projeto concretiza-se. Em propriedades particulares no interior do município, são encontradas minas de ametista anteriormente explorados comercialmente. Localizado no Bairro São Genaro, o Parque do Lago proporciona a prática de esportes e a execução de exercícios físicos ao ar livre.

## Infraestrutura

### Educação
Na rede municipal, estão instalados três escolas de educação infantil, cinco escolas na área urbana e nove na área rural, além de duas escolas nas aldeias indígenas do município. Na rede estadual, o município possui seis instituições, sendo duas no perímetro urbano e quatro na área rural. No ano de 2021, o Colégio Estadual Nova Visão tornou-se cívico militar. Na rede particular de ensino, o município conta com duas escolas. O município possuí três universidades:
- Centro Sul-Brasileiro de Pesquisa, Extensão e Pós-graduação (CENSUPEG) - CENSUPEG Chopinzinho;[46]
- Universidade Estadual do Centro-Oeste (UNICENTRO) - Campus avançado de Chopinzinho;[47]
- Centro Universitário Internacional (UNINTER) - PAP Chopinzinho;[48]

### Transporte

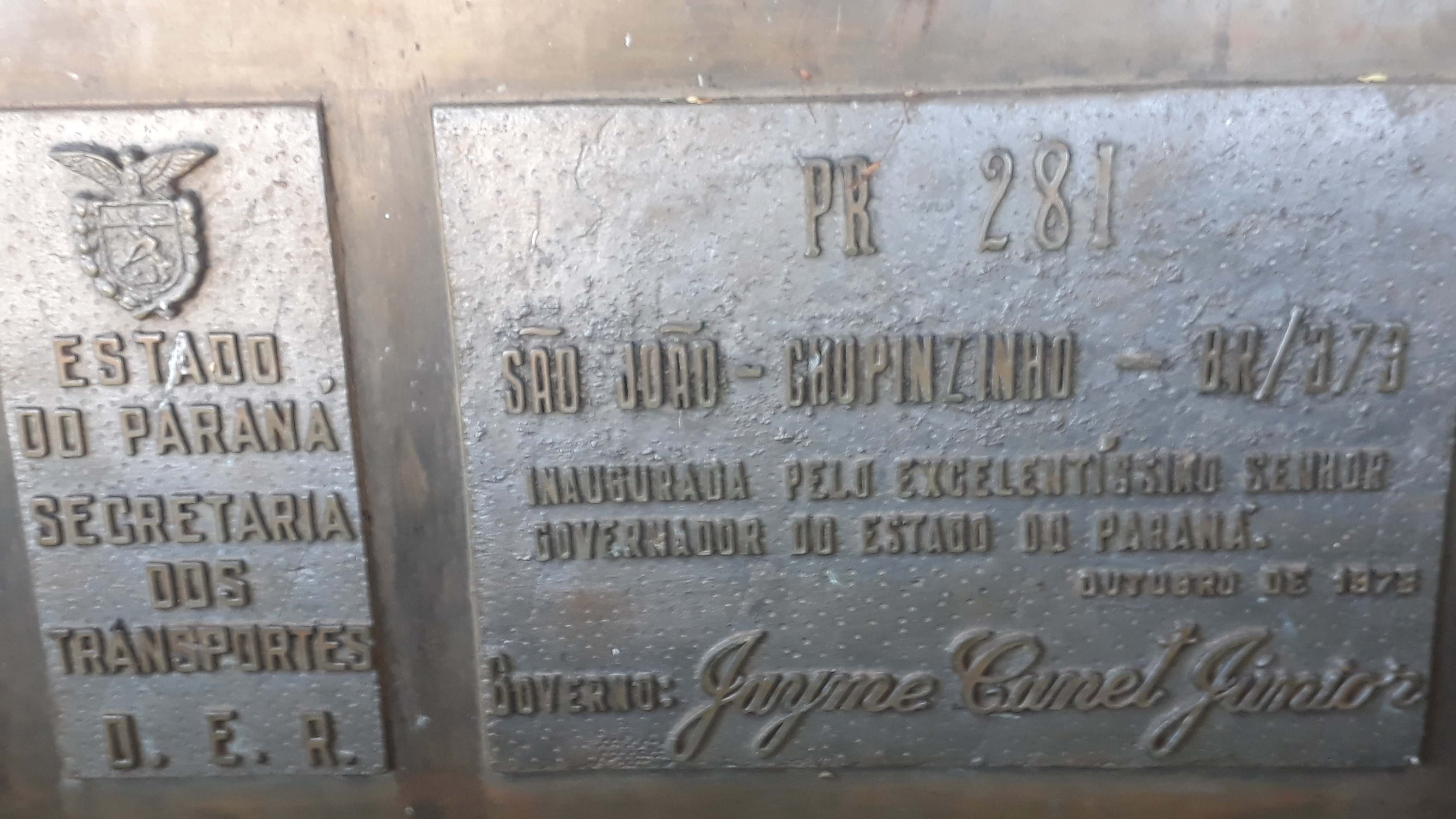
Placa de inauguração de trecho da PR-281, localizada em frente a Igreja Matriz.

O município é servido apenas por rodovias, sendo elas: BR-158 (liga o município a Saudade do Iguaçu no sentido norte e a Coronel Vivida no sentido sul); BR-373 (liga o município a Candói no sentido nordeste e a Coronel Vivida no sentido sudoeste); PR-281 (liga o município a São João no sentido oeste e a Mangueirinha no sentido leste); PR-565 (liga o município a Porto Barreiro).

### Bairros
A cidade está dividida em nove bairros além do Centro. Segundo o censo de 2010 a população urbana da cidade é de 12.508 habitantes.
| Bairro                  | População | Lcalização em relação ao centro |
| ----------------------- | --------- | ------------------------------- |
| Centro                  | 1.655     | -                               |
| Cristo Rei              | 1.500     | Oeste                           |
| Frei Vito               | 1.210     | Sul                             |
| Nossa Senhora Aparecida | 3.359     | Norte                           |
| São Cristóvão           | 99        | Norte                           |
| São Genaro              | 738       | Sul                             |
| São José                | 430       | Sul                             |
| São Miguel              | 538       | Norte                           |
| São Sebastião           | 1.293     | Leste                           |
| Verdi                   | 883       | Sul                             |

## Esporte

### Futebol
O Grêmio Esportivo Caramuru representou o município em competições organizadas pela Federação Paranaense de Futebol. No futebol profissional, estreou no Campeonato Paranaense de Futebol de 1990 - Segunda Divisão e no futebol amador, participou da várias edições da Taça Paraná, sendo que em 1982 foi o campeão.

### Futsal
No futsal, o município conta com o ACEL Chopinzinho, que atualmente disputa o Campeonato Paranaense de Futsal - Série Ouro, torneio do qual foi campeão na edição de 2022. No futsal feminino, o município possuí a ACEF Chopinzinho, que disputa o Campeonato Paranaense de Futsal Feminino - Chave Prata.